# (8910) 1995 WV42
1995 دابليو في 42 (ويعرف أيضًا باسم (8910) 1995 دابليو في 42 وفق تسمية الكوكب الصغير) (بالإنجليزية: 1995 WV42)‏ هو كويكب ضمن حزام الكويكبات؛ وترتيبه 8910 من حيث الاكتشاف.
اكتُشف هذا الجُرم الفلكي بواسطة هيروشي كانيدا في 25 نوفمبر 1995.

## وصلات خارجية
- (8910) 1995 WV42 في قاعدة بيانات مختبر الدفع النفاث لأجرام النظام الشمسي الصغيرة

- الاكتشاف · مخطط المدار ·  العناصر المدارية · المعلمات المادية

- (8910) 1995 WV42 على موقع ويكي سكاي: DSS2, SDSS, GALEX, IRAS, Hydrogen α, X-Ray, Astrophoto, Sky Map, Articles and images